# Tito Gómez (cantante)
Humberto Luis Gómez Rivera (Juana Díaz, Puerto Rico, 9 de abril de 1948-Cali, Colombia, 12 de junio de 2007), conocido como Tito Gómez, fue un cantante puertorriqueño de salsa. En 1968 incursionó en la salsa; su voz se destacó en varias agrupaciones como La Sonora Ponceña ("Prende el Fogón", "Moreno Soy"), el Conjunto Clásico, el conjunto de Ray Barreto, en Venezuela en la Orquesta La Amistad con la cual graba varios discos, La Terrífica, el Grupo Niche y el grupo de Charlie Palmieri, entre otras. También colaboró en los coros para artistas como Frankie Ruiz, en temas como La cura y La rueda.
Falleció de un paro cardíaco en Cali. El infarto se dio mientras descansaba en un hotel en el sur de esa ciudad. La noche del sábado había deleitado con sus interpretaciones a los asistentes al estadio Hernán Ramírez Villegas de Pereira, en el mano a mano entre el Grupo Niche y Guayacán Orquesta.
En su trabajo musical se destacan algunos temas como:
- Amor de papel
- Déjala (a dúo con Tito Rojas)
- Déjame volver
- En secreto
- Fue tan fácil
- Ganas
- Guararé (a dúo con Rubén Blades)
- La última llamada
- Llegaste tarde
- Nuestro amor (a dúo con Mimi Ibarra)
- Nuestro secreto
- Página de amor
- Que guille (a trío con Tito Rojas y Tito Allen)
- Quién nos iba a decir (a dúo con Tito Rojas)
- Quisiera
- Veneno

Su trabajo destacó también en las filas del Grupo Niche con el cual popularizó:
- Atrevida
- Bar y copas
- Cali Pachanguero
- Cómo podré disimular
- Corazón sin corazón
- Digo yo
- El amor vendrá
- Lamento guajiro
- Las mujeres están de moda
- Me sabe a Perú
- Mi Valle del Cauca
- Miserable
- Nuestro sueño
- Pa' mi negra un son
- Tapando el hueco
- Un caso social